# Horii Kōha
Horii Kōha (japanisch 堀井 香坡, eigentlicher Name: Horii Seitarō (堀井 清太朗); geb. 9. März 1897 in Kioto; gest. 18. April 1990) war ein japanischer Maler der Nihonga-Richtung  der Taishō- und Shōwa-Zeit.

## Leben und Werk
Horii machte 1915 seinen Abschluss an der Abteilung für Malerei der „Städtischen Schule für Kunst und Kunstgewerbe Kyōto“ (京都市立美術工芸学校), studierte dann weiter an der „Städtischen Hochschule für Malerei Kyōto“ (京都市立絵画専門学校). Bereits vor dem Studienabschluss 1918 dort wurde das Bild mit dem Titel „ねがひ“ (Negahi, Bitte) auf der 9. Bunten-Ausstellung angenommen. Auch auf der 11. Bunten 1918 wurde ein Bild angenommen, es trug den Titel „雷鳴“ (Kaminari, Gewitterdonner).
Horii blieb seinem Lehrer Kikuchi Keigetsu verbunden, stellte bei ihm und auf der Teiten aus. 1920 zeigte er auf der 2. Teiten das Bild „鷺娘“ (Sagi musume, Reiher-Mädchen) und im Jahr darauf auf der 3. das Bild „異端の女“ (Hitan no onna, Eigenwillige Frau) und auf der 4. „春のよひ“ (Haru no yohi, Frühlingsfreuden) und andere Bilder, mit denen er sich den Ruf eine Malers des erotischen Genres erwarb. Mit der Zeit wurden seine Bilder aber gemäßigter, und auf der 9. Teiten 1928 erhielten das Bild „百萬“ (Hyakuman, Eine Million) und auf der 10. das Bild „夕凪“ (Yūnagi, Abendliche Windstille) eine besondere Auszeichnung. – Horii war 1931 auf der „Ausstellung japanische Malerei“  in Berlin mit einem Frauenbildnis zu sehen.
Ab 1930 konnte Horii Jury-frei ausstellen und ab 1934 wurde er selbst Mitglied der Jury. Er stellte auch auf der Shin-Bunten aus, nach 1945 dann auf der Nitten. – Seine Bilder zeigen oft Gestalten aus der Geschichte, wobei er sich wiederholt mit dem Thema „Schöne Frauen“ (美人, Bijin) auseinandersetzte. Weitere erwähnenswerte Bilder sind „夏日遊戯“ (Kajitsu yūgi), das Horii auf der 12. Teiten zeigte und „南島暮色“ (Nantō boshoku) auf der 15. Teiten.